# Грісвуд
Грісвуд (англ. Greasewood) — переписна місцевість (CDP) в США, в окрузі Навахо штату Аризона. Населення — 372 особи (2020).

## Географія
Грісвуд розташований за координатами 35°31′43″ пн. ш. 109°51′39″ зх. д. / 35.52861° пн. ш. 109.86083° зх. д. (35.528640, -109.860867).  За даними Бюро перепису населення США в 2010 році переписна місцевість мала площу 13,85 км², з яких 13,84 км² — суходіл та 0,01 км² — водойми.

## Демографія
Згідно з переписом 2010 року, у переписній місцевості мешкало 547 осіб у 142 домогосподарствах у складі 108 родин. Густота населення становила 39 осіб/км².  Було 181 помешкання (13/км²).
Расовий склад населення:
| - 95,1 % — корінних американців - 1,6 % — білих - 0,7 % — чорних або афроамериканців |

До двох чи більше рас належало 2,4 %. Частка іспаномовних становила 2,0 % від усіх жителів.
За віковим діапазоном населення розподілялося таким чином: 36,6 % — особи молодші 18 років, 57,7 % — особи у віці 18—64 років, 5,7 % — особи у віці 65 років та старші. Медіана віку мешканця становила 26,1 року. На 100 осіб жіночої статі у переписній місцевості припадало 99,6 чоловіків;  на 100 жінок у віці від 18 років та старших — 99,4 чоловіків також старших 18 років.
Середній дохід на одне домашнє господарство  становив 37 497 доларів США (медіана — 27 222), а середній дохід на одну сім'ю — 38 282 долари (медіана — 27 500). Медіана доходів становила 32 500 доларів для чоловіків та 31 354 долари для жінок. За межею бідності перебувало 41,2 % осіб, у тому числі 47,1 % дітей у віці до 18 років та 46,6 % осіб у віці 65 років та старших.
Цивільне працевлаштоване населення становило 118 осіб. Основні галузі зайнятості: освіта, охорона здоров'я та соціальна допомога — 47,5 %, будівництво — 12,7 %, публічна адміністрація — 10,2 %, мистецтво, розваги та відпочинок — 9,3 %.